# Muzica inimii
Muzica inimii (titlu original: Music of the Heart) este un film american dramatic muzical biografic din 1999 regizat de Wes Craven. Scenariul, scris de Pamela Gray, este bazat pe documentarul din 1995, Small Wonders, în regia lui Allan Miller și prezintă viața violonistei americane Roberta Guaspari. 
Rolurile principale au fost interpretate de actorii Meryl Streep, Aidan Quinn și Angela Bassett.

## Distribuție
- Meryl Streep - Roberta Guaspari
- Aidan Quinn - Brian Turner, iubitul Robertei
- Angela Bassett - Janet Williams, directoarea școlii
- Gloria Estefan - Isabel Vasquez, profesoară
- Cloris Leachman - Assunta Vitali Guaspari, mama Robertei
- Josh Pais - Dennis Rausch
- Jane Leeves - Dorothea von Haeften, o persoană importantă și bogată
- Kieran Culkin - Alexi Tzavaras, fiul Robertei
- Michael Angarano - Nick Tzavaras, fiul Robertei
- Jay O. Sanders - Dan Paxton
- Jean-Luke Figueroa - Ramone Olivas, elev
- Olga Merediz - Ms. Olivas, mama Ramonei
- Adam LeFevre - Mr. Klein
- Charlie Hofheimer - Nicholas Tzavaras, fiul Robertei
- Betsy Aidem - Mrs. Lamb